# Ford LTD II
Ford LTD II – samochód osobowy klasy luksusowej produkowany pod amerykańską marką Ford w latach 1977–1979.

## Historia i opis modelu

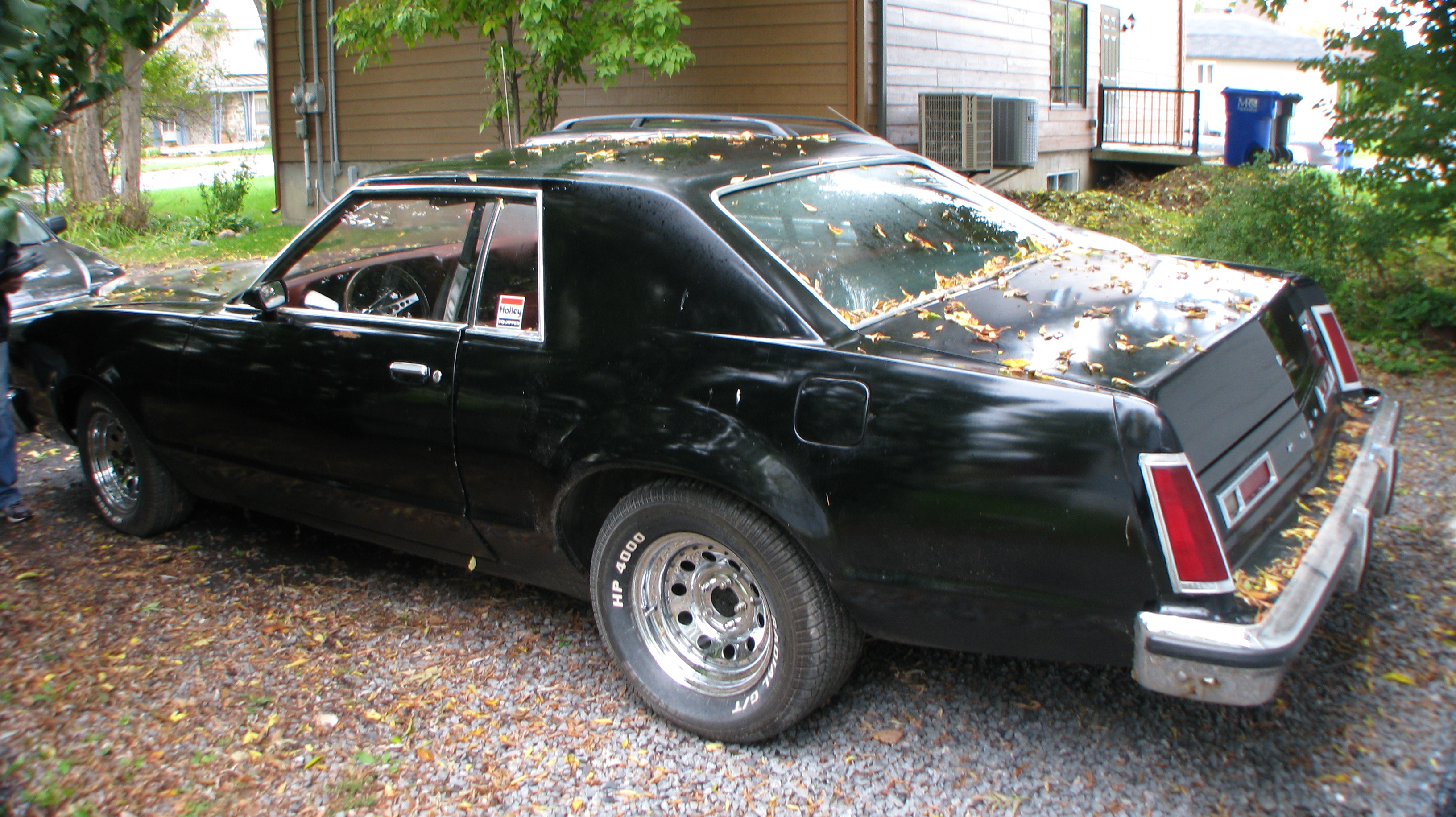
Ford LTD II - tył

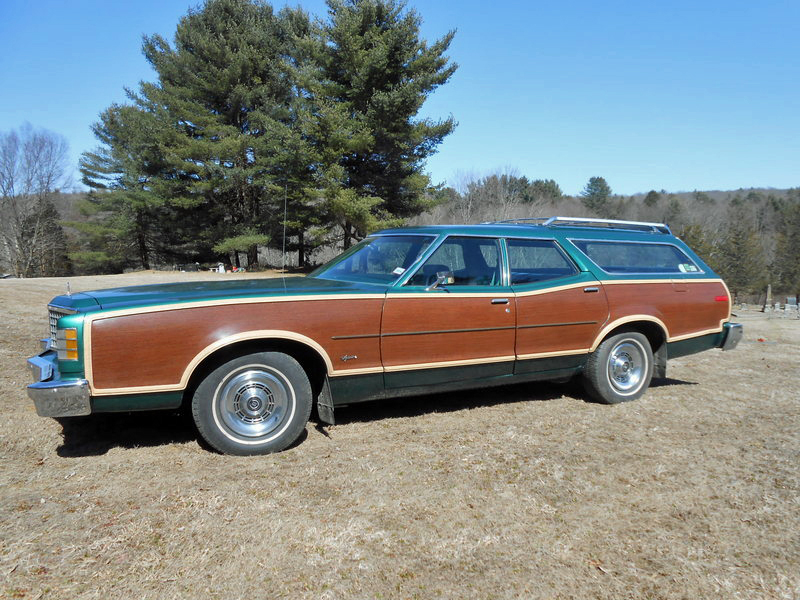
Ford LTD II Kombi

W 1977 roku Ford zdecydował się uzupełnić swoją ofertę o LTD II, który zastąpił modele Torino i Elite. Samochód dostępny był jako 2-drzwiowe coupé, 4-drzwiowy sedan oraz 5-drzwiowe kombi. Do napędu używano silników V8 o pojemnościach: 5,0, 5,7 lub 6,6 litra. Moc przenoszona była na oś tylną poprzez 3-biegową automatyczną skrzynię biegów. Trwająca 2 lata produkcja zakończyła się w 1979 roku bez bezpośredniego następcy.

### Silniki
- V8 3.0l Windsor
- V8 3.5l 335
- V8 3.5l Windsor
- V8 4.0l 335

### Dane techniczne (4.9)
- V8 5,0 l (4942 cm³), 2 zawory na cylinder, OHV
- Układ zasilania: gaźnik
- Średnica cylindra × skok tłoka: 101,60 mm × 76,20 mm
- Stopień sprężania: 8,4:1
- Moc maksymalna: 131 KM (96 kW) przy 3400 obr./min
- Maksymalny moment obrotowy: 317 Nm przy 1600 obr./min

### Dane techniczne (5.7)
- V8 5,7 l (5732 cm³), 2 zawory na cylinder, OHV
- Układ zasilania: gaźnik
- Średnica cylindra × skok tłoka: 101,60 mm × 88,80 mm
- Stopień sprężania: 8,0:1
- Moc maksymalna: 151 KM (111 kW) przy 3800 obr./min
- Maksymalny moment obrotowy: 349 Nm przy 2200 obr./min